# Vladimir Voïnovitch
Владимир Николаевич Войнович
Œuvres principales
Les Aventures singulières du soldat Ivan Tchonkine (1975)
Vladimir Nikolaïevitch Voïnovitch, né le 26 septembre 1932 à Stalinabad (appelé depuis 1961 Douchanbé), au Tadjikistan soviétique, et mort à Moscou le 27 juillet 2018, est un écrivain et peintre russe, ancien dissident soviétique.

## Biographie

### En Union soviétique
Le père de Vladimir Voïnovitch (1905-1987) était journaliste. Le fils de l'écrivain, architecte, historien et écrivain, a fait des recherches sur ses origines du côté paternel et a trouvé que son ancêtre Marko Vojnović, était un Monténégrin qui s'était engagé au XVIIIe siècle dans la flotte de guerre russe et était devenu amiral. En 1936, le père de Vladimir Voïnovitch est arrêté pour la fausse accusation d'« agitation et propagande antisoviétique » et condamné à cinq ans de camp du Goulag. En 1941, au début de la Grande Guerre patriotique, il est envoyé au front où il devient invalide. La mère de l'écrivain était Juive. Elle a commencé sa carrière comme journaliste, collaboratrice de son mari, mais plus tard elle est devenue professeure de mathématiques.
Pendant la guerre et après celle-ci, la famille déménage plusieurs fois d'une ville ou d'un village à l'autre. Pour quelque temps, elle s'établit a Zaporijjia. Vladimir Voïnovitch y termine en 1948 une école professionnelle où il apprend la menuiserie, puis il exerce ce métier dans une entreprise. Entre 1951 et 1955, il fait son service militaire, partiellement dans les troupes soviétiques stationnées en Pologne, où il est formé comme mécanicien de moteurs d'avions. C'est ici qu'il pense à devenir poète et il s'exerce à écrire. Il envoie plusieurs poèmes à un journal provincial de l'armée, mais un seul est publié. Pendant ce temps, sa famille s'établit à Kertch, où son père est de nouveau journaliste d'un journal local. Y apparaissent sous pseudonyme certains poèmes écrits par son fils à l'armée, puis, après son retour, d'autres poèmes, signés de son vrai nom. Il reprend des études dans une école moyenne (approximativement équivalente au lycée), au cours du soir pour adultes, et les finit en 1956.
Dès la fin de ses études secondaires, Voïnovitch part pour Moscou, où il travaille d'abord comme manœuvre sur un chantier de réparation de chemins de fer, puis dans son métier, sur un chantier de construction, et il habite dans un foyer pour ouvriers. Il passe son temps libre à fréquenter un cercle littéraire amateur et des conférences de divers écrivains. Il essaye deux fois d'entrer à l'Institut de littérature Maxime-Gorki, sans succès. Finalement, sans avoir de vocation pour l'enseignement, il entre à la faculté d'histoire de l'Institut Pédagogique N.-K.-Kroupskaïa. Il n'y fréquente pas souvent les cours mais continue à écrire des poèmes, dont certains sont publiés dans la revue de l'institut et dans quelques journaux. En même temps, il s'essaye à écrire de la prose brève. Pendant les vacances d'été de 1958, il va avec ses camarades au Kazakhstan, où ils participent aux travaux agricoles dans le cadre de la campagne des terres vierges. Il a de sérieux soucis matériels à cause de sa bourse trop petite, c'est pourquoi, en 1959, il abandonne l'institut, puis il a des emplois successifs à quelques journaux.
En 1960, Voïnovitch est embauché pour une période d'essai en tant que rédacteur à la section de satire et humour de la radio couvrant toute l'Union soviétique. À un moment, on y a besoin d'écrire un texte de chanson sur la conquête de l'espace, mais à ce moment-là, aucun des auteurs consacrés avec lesquels travaille d'habitude la rédaction n'est disponible. Voïnovitch s'engage à faire ce travail et il écrit le texte de la chanson Четырнадцать минут до старта (Quatorze minutes jusqu'au départ) qui devient tout de suite populaire. Par la suite, il écrit encore une quarantaine de textes de chansons et sa situation matérielle s'améliore considérablement. En 1961, la revue Novy Mir publie sa nouvelle Мы здесь живём (C'est ici que nous vivons). Quatorze minutes jusqu'au départ est déjà la chanson préférée des cosmonautes. Elle est chantée par Youri Gagarine pendant sa mission spatiale, puis, en 1962, par Andrian Nikolaïev et Pavel Popovitch pendant les leurs. En les recevant au retour de ceux-ci, Nikita Khrouchtchev, le numéro un du pays à l'époque, la cite lui aussi. À la suite de ce succès, Vladimir Voïnovitch devient connu et en 1962, il est reçu dans l'Union des écrivains soviétiques.
En 1963, il commence à écrire le roman satirique Жизнь и необычайные приключения солдата Ивана Чонкина (Les Aventures singulières du soldat Ivan Tchonkine), mais quand il en présente des chapitres à la rédaction de Novy Mir, on y considère qu'il est inacceptable du point de vue du régime politique soviétique. En 1966, l'écrivain commence à se manifester comme dissident, en signant des pétitions défendant les écrivains Andreï Siniavski et Iouli Daniel, condamnés pour avoir publié des écrits en Occident. Ultérieurement, il signe d'autres pétitions aussi à la défense des droits de l'homme. Pour le moment, les manifestations du genre de celles de Voïnovitch sont encore tolérées mais en 1968, au début du Printemps de Prague, les officialités culturelles et celles du parti communiste commencent à faire des pressions sur lui pour qu'il retire sa signature des pétitions défendant des dissidents, il est accusé dans la presse, ses écrits ne sont plus publiés, on arrête la production des films dont il est scénariste et la présentation de ses pièces de théâtre.
En 1969, l'écrivain apprend que la première partie de son roman a été publiée sans son accord dans la revue d'émigrés russes Grani, de Francfort-sur-le-Main. Il pense que c'est arrivé parce qu'il a donné des copies de son manuscrits à des connaissances et qu'il en a perdu aussi, de sorte que les chapitres écrits circulaient en samizdat et quelqu'un les a sortis du pays. Les pressions sur Voïnovitch deviennent plus fortes et il a des soucis matériels. C'est pourquoi on peut obtenir de lui de protester publiquement contre la publication de son écrit, mais même après cela, il ne peut travailler quelque temps que sous pseudonyme, puis, en 1972, il peut de nouveau publier sous son nom.
En 1973, il fait cette fois lui-même parvenir le manuscrit du roman entier aux éditions YMCA Press appartenant à des émigrés russes de Paris, qui ne le publient pas encore. Il envoie aussi en Occident une lettre de protestation contre la censure et devient ainsi connu grâce à des émissions de radio où elle est lue. En 1974, il est exclu de l'Union des écrivains, mais devient membre du PEN Club français. En 1975, le Tchonkine paraît en russe après avoir déjà paru en traduction dans quelques pays. Il peut désormais vivre des revenus obtenus de ces publications. Il 1976, il devient membre correspondant de l'Académie bavaroise des beaux-arts. Il continue ses activités dissidentes. Entre autres, il fait parvenir en Occident la seule copie conservée du manuscrit du roman Vie et Destin de Vassili Grossman, qui lui a été remise par un ami de cet écrivain, et dont on croyait que toutes les copies avaient été confisquées par le KGB en 1960. Les autorités essayent d'intimider Voïnovitch mais ne vont pas jusqu'à l'arrêter, parce qu'il est déjà trop connu dans le monde. En 1980, elles lui offrent comme alternative de quitter le pays, ce qu'il fait à l'invitation de l'Académie bavaroise des beaux-arts.

### En émigration
Il s'établit avec sa femme et leur fillette à Stockdorf, un village de Bavière. Au début, tout en publiant, il écrit des textes humoristiques pour l'émission en russe de la BBC, fait des conférences en Europe occidentale et aux États-Unis, donne des interviews. En 1981, on lui retire la nationalité soviétique et il obtient l'asile politique en Allemagne de l'Ouest. Ensuite, il travaille pendant un an comme professeur invité de littérature russe à l'Université Princeton, puis, entre 1983 et 1987, il est collaborateur de Radio Liberty à Munich.
En 1985, en Union soviétique on commence l'application graduelle des réformes initiées par Mikhaïl Gorbatchev, devenu dirigeant du pays. En 1988, il y paraît pour la première fois le Tchonkine, dans la revue Iounost. En 1989, Voïnovitch obtient la nationalité allemande et peut retourner pour la première fois dans son pays, puis il va de nouveau aux États-Unis pour une année comme boursier de l'Institut Kennan (en) de Whashington. En 1990, on lui rend la nationalité soviétique et il reçoit un appartement à Moscou. Il habite tantôt dans cette ville, tantôt à Munich, où est restée sa famille. Dans son pays, on publie ses écrits interdits jusqu'alors et les nouveaux.

### De nouveau en Russie
En 2004, il s'établit définitivement en Russie, où il continue ses activités littéraires et sociales. En 1994, il s'était découvert une vocation de peintre et il avait commencé à créer en style naïf. Il a plusieurs expositions individuelles en Russie, en Allemagne et à Vienne.
L'écrivain constate qu'en Russie, le régime politique est devenu pseudo-démocratique, celui d'un seul parti, Russie Unie, et il commence à se manifester contre lui. Entre autres, en 2001, il signe avec d'autres personnalités, une lettre ouverte à la défense du poste de télévision indépendant NTV. En 2003, il exige avec d'autres personnalités d'arrêter la guerre de Tchétchénie. En 2014, avant l'annexion de la Crimée, il signe avec plusieurs intellectuels un appel à protester contre cet acte.
Sur le plan humanitaire, l'écrivain a été co-président du conseil d'administration du fond Vera de soutien aux soins palliatifs.
Quant à sa vie privée, Vladimir Voïnovitch s'est marié pour la première fois en 1957 mais a divorcé en 1965 et s'est remarié. Sa deuxième épouse, avec qui il a émigré, est décédée en 2004. La même année, en s'établissant en Russie, l'écrivain s'est marié pour la troisième fois. Avec sa première épouse, il a eu deux enfants : une fille qui est décédée en 2006, et un garçon, Pavel Voïnovitch, architecte, historien et écrivain qui vit au Monténégro. Avec sa deuxième épouse, il a une fille, Olga Voïnovitch, écrivaine en allemand.
L'écrivain est décédé en 2018.

## Principales œuvres
Vladimir Voïnovitch a écrit des poèmes, des textes de chansons, des romans, des nouvelles, des pièces de théâtre, des scénarios, des essais, des textes pour la radio et ses mémoires. Il a renoncé à la poésie, ne se considérant pas un poète assez bon. Ci-après, les premières parutions en russe de ses principales œuvres en prose.

### En Union soviétique, avant l'émigration
- Четырнадцать минут до старта (14 minutes avant le décollage), 1960 – chanson ;
- Мы здесь живём (C'est ici que nous vivons[12]), 1961[13] – nouvelle ;
- Хочу быть честным (Je veux être honnête[14]), 1963[15] – nouvelle ;
- Расстояние в полкилометра (Distance d'un demi-kilomètre), 1963[15] – nouvelle;
- Смеётся тот, кто смеётся (Rit celui qui rit), 1964[16] – roman collectif publié en feuilleton, dont Voïnovitch est l'un des neuf auteurs ;
- Два товарища (Deux camarades), 1967[17] – nouvelle ;
- Степень доверия. Повесть о Вере Фигнер (Le degré de confiance. Nouvelle sur Vera Figner), 1972[18].

### À l'étranger, avant et pendant l'émigration
- Жизнь и необычайные приключения солдата Ивана Чонкина (Les Aventures singulières du soldat Ivan Tchonkine), 1969[19] – les premiers chapitres du roman du même titre.
- Путём взаимной переписки (Par correspondance réciproque), 1973[20] – nouvelle.
- Жизнь и необычайные приключения солдата Ивана Чонкина (Les Aventures singulières du soldat Ivan Tchonkine) (1975)[21] est le roman complet publié partiellement în 1969. Ultérieurement, quand sa suite a paru, ce volume a reçu le titre Лицо неприкосновенное (Une personne intangible) et son premier titre est devenu celui d'une trilogie. Son personnage principal est un simple soldat de l'Armée Soviétique. Peu avant le début de la guerre, en 1941, il est emmené dans un village avec l'ordre de garder un avion en panne, mais la guerre éclate et ses supérieurs l'y oublient. Il commence une relation amoureuse avec une jeune femme du village, il s'intègre dans celui-ci et se sent bien, mais un habitant du village le dénonce pour désertion. Le NKVD vient l'arrêter mais il résiste, en exécutant l'ordre qu'il a reçu. Puis tout un régiment vient le liquider mais il résiste toujours, puis la situation s'éclaircit et il est décoré pour héroïsme par le commandant du régiment. Finalement, il est quand même arrêté[22].
- Происшествие в «Метрополе» (Incident au Métropole), 1975[23].
- Иванькиада, или Рассказ о вселении писателя Войновича в новую квартиру (L'Ivankiade ou Comment l'auteur emménagea dans son nouvel appartement), 1976[24].
- Претендент на престол: Новые приключения солдата Ивана Чонкина (Le Prétendant au trône ou Nouvelles aventures du soldat Ivan Tchonkine), 1979[25].
- Фиктивный брак (Mariage fictif), 1983[26] – comédie.
- Трибунал (Le tribunal), 1985 – pièce transmise par l'émission en russe de la BBC.
- Антисоветский Советский Союз (L'Union soviétique antisoviétique), 1985[27] – essais.
- Москва 2042 (Moscou 2042) (1986)[28] est un roman utopique où l'auteur prévoit en quelque sorte l'avenir de la Russie. L'alter ego de l'écrivain fait, en 1982, un voyage dans le temps qui le mène à Moscou en 2042. L'idéologie qui y domine est une combinaison entre la soviétique et celle de l'église orthodoxe, et le président est un ancien officier du KGB[29].
- Шапка (La Chapka), 1987[30] est une nouvelle dont le personnage principal est un écrivain médiocre. L'Union des écrivains distribue à ses membres des chapkas de fourrure de la qualité qui correspond à celle de leurs œuvres. Cet écrivain ne reçoit qu'une chapka en poil de chat et en exige une meilleure, mais en vain[31].

### En Union soviétique et en Russie, après 1988
- Запах шоколада (Parfum de chocolat), 1997[32] – nouvelles.
- Монументальная пропаганда (Monumentale propagande) (2000)[33] est un roman qui retrace la vie d'une femme de province, stalinienne inébranlable, depuis la période de la déstalinisation des années 1950 jusqu'à l'époque post-soviétique, années pendant lesquelles la mentalité des Russes n'a pas beaucoup changé, et l'avenir non plus ne semble pas pouvoir la changer[34].
- Портрет на фоне мифа (Portrait sur fond de mythe) (2002)[35] est un essai critique à l'adresse d'Alexandre Soljenitsyne.
- Перемещённое лицо (Une personne déplacée), 2007[36] – le roman final de la trilogie Tchonkine.
- Автопортрет. Роман моей жизни (Autoportrait. Le roman de ma vie), 2010[37].
- Малиновый пеликан (Le Pélican framboise), 2016[38] – roman.
- Фактор Мурзика (Le Facteur Mourzika), 2017[39] – recueil de nouvelles, dont Le Facteur Mourzika à sa première parution.

### En français
- Je veux être honnête, Les Temps modernes, no 214, mars 1964 ;
- Deux camarades, Les Temps modernes, 1964 ;
- Mon pays bien-aimé, traduit par Paul Kalinine et Jean-Claude Lanne, préface de Paul Kalinine, Stock, coll. Le cabinet cosmopolite, 1978 – recueil de six nouvelles ;
- L'Ivankiade ou Comment l'auteur emménagea dans son nouvel appartement, traduit par Maya Minoustchine, Seuil, 1979 ;
- Les Aventures singulières du soldat Ivan Tchonkine, traduit par Alain Préchac et Stefan Radov, Seuil, 1977 ;
- Le Prétendant au trône ou les Nouvelles aventures du soldat Ivan Tchonkine, traduit par Claude Ligny, Seuil, 1981 ;
- La Chapka, traduit par Agathe Moitessier, Rivages, 1992.

## Adaptations
- 1974 – Не пройдёт и года… (Il passera moins d'un an…) – film soviétique de télévision d'après Хочу быть честным (Je veux être honnête), dont Voïnovitch est co-scénariste[40] ;
- 1990 – Кот домашний средней пушистости (Chat domestique moyennement duveteux) – pièce adaptée de La Chapka en collaboration avec un autre écrivain[41] ;
- 1990 – Шапка (La Chapka) – film de cinéma soviétique[42] ;
- 2001 – Два товарища – film russe de cinéma[43] ;
- 1992 – Mačka domáca (Chat domestique) – film slovaque de télévision d'après La Chapka[44] ;
- 1994 – Život a neobyčejná dobrodružství vojáka Ivana Čonkina (Les Aventures singulières du soldat Ivan Tchonkine) – film de cinéma en coproduction internationale, réalisé par Jiří Menzel[45] ;
- 2007 – Приключения солдата Ивана Чонкина (Les aventures du soldat Ivan Tchonkine) – mini-série russe de télévision en huit épisodes[46] ;
- 2009 – Только не сейчас (Seulement pas maintenant) – film russo-polonais de cinéma d'après Запах шоколада (Parfum de chocolat)[47].

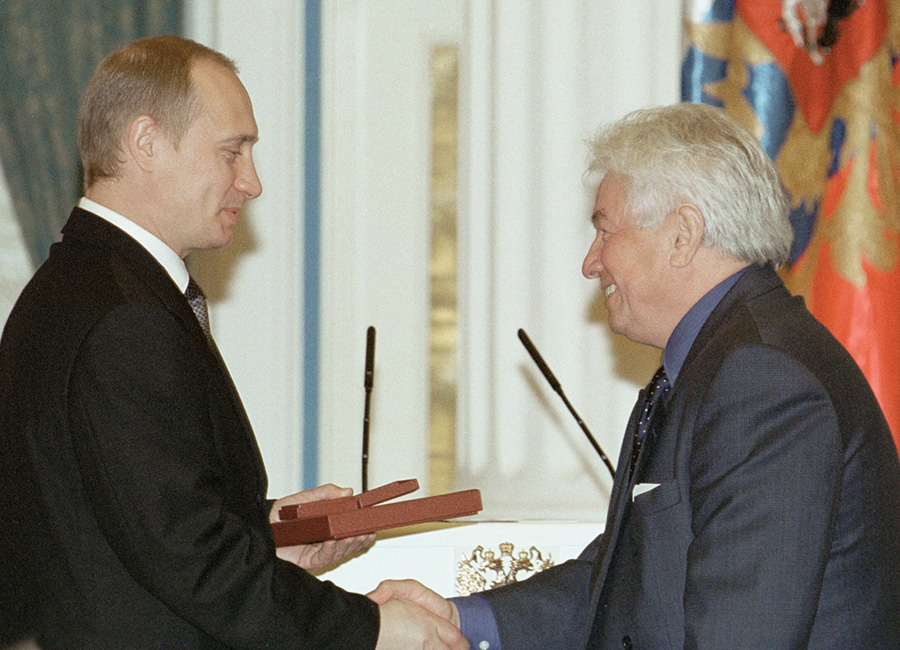
Vladimir Poutine remettant à Vladimir Voïnovitch le prix d'État de la fédération de Russie, le 12 juin 2001.

Le premier volume de la trilogie Tchonkine a plusieurs adaptations au théâtre, dont Как солдат Иван Чонкин самолёт сторожил (Comment le soldat Ivan Tchonkine a gardé un avion), de Iouli Klim et Vladimir Dachkevitch, comédie de 1995.

## Distinctions
- 1976 – membre correspondant de l'Académie bavaroise des beaux-arts ;
- 1999 – prix Friedrich Joseph Haass[49] ;
- 2000 – prix d'État de la fédération de Russie pour le roman Монументальная пропаганда (Monumentale propagande)[50] ;
- 2002 – Prix Andrei Sakharov pour le courage civique de l'écrivain (en)[50] ;
- 2016 – prix Lev Kopelev[51].

Vladirmir Voïnovitch fut aussi membre honorifique de l'Académie russe des arts (en).